# Willis George Emerson
Willis George Emerson (n. 1856 – d. 1918) a fost un autor american.

## Lucrări
- Winning Winds (1885)
- Grey Rocks: A tale of the Middle West (1894)
- Was It a Crime? "Coin at School" dissected (1900)
- Buell Hampton (1902)
- The Builders (1906)
- The Smoky God sau A Voyage to the Inner World (1908)
- The Treasure of Hidden Valley (1915)
- A Vendetta of the Hills (1917)
- The Man who Discovered Himself (1919)